# Первомайский (Инжавинский район)
Первомайский —  посёлок в Инжавинском районе Тамбовской области. Входит в состав сельского поселения Марьевский сельсовет.

## География
Находится у малого притока реки Шибряйка, запруженного на окраине посёлка (Майский пруд).  Примерно в 700 метрах от посёлка находится деревня  Стахановка.

## История
До 2010 года входил в Ломовский сельсовет. Согласно Закону Тамбовской области от 8 ноября 2010 года № 702-З Ломовский и Марьевский сельсоветы объединены в Марьевский сельсовет.

## Население
| 2002 | 2010 |
| ---- | ---- |
| 108  | ↘90  |

## Инфраструктура
Личное подсобное хозяйство. Развито было коллективное сельское хозяйство. 

## Транспорт
Остановка общественного транспорта  «Первомайский».